# Chiesa di Santa Maria a Poppiena
La chiesa di Santa Maria a Poppiena è un edificio sacro che si trova in località Poppiena, a Pratovecchio.

## Storia e descrizione
L'abbazia, documentata dal 1099, fu soppressa nel XV secolo e trasformata in parrocchia. Restaurata nel 1935 da Giuseppe Castellucci, presenta nella parte inferiore della facciata il paramento murario romanico a filaretto di pietra arenaria; al centro è il rosone del XIII secolo. La torre campanaria, dagli archi leggermente acuti, è di respiro già gotico.
L'interno a navata unica con abside semicircolare ha il soffitto a capriate lignee. L'abside è introdotta da un ampio arco ed è illuminata da tre monofore chiuse da lastre di alabastro.

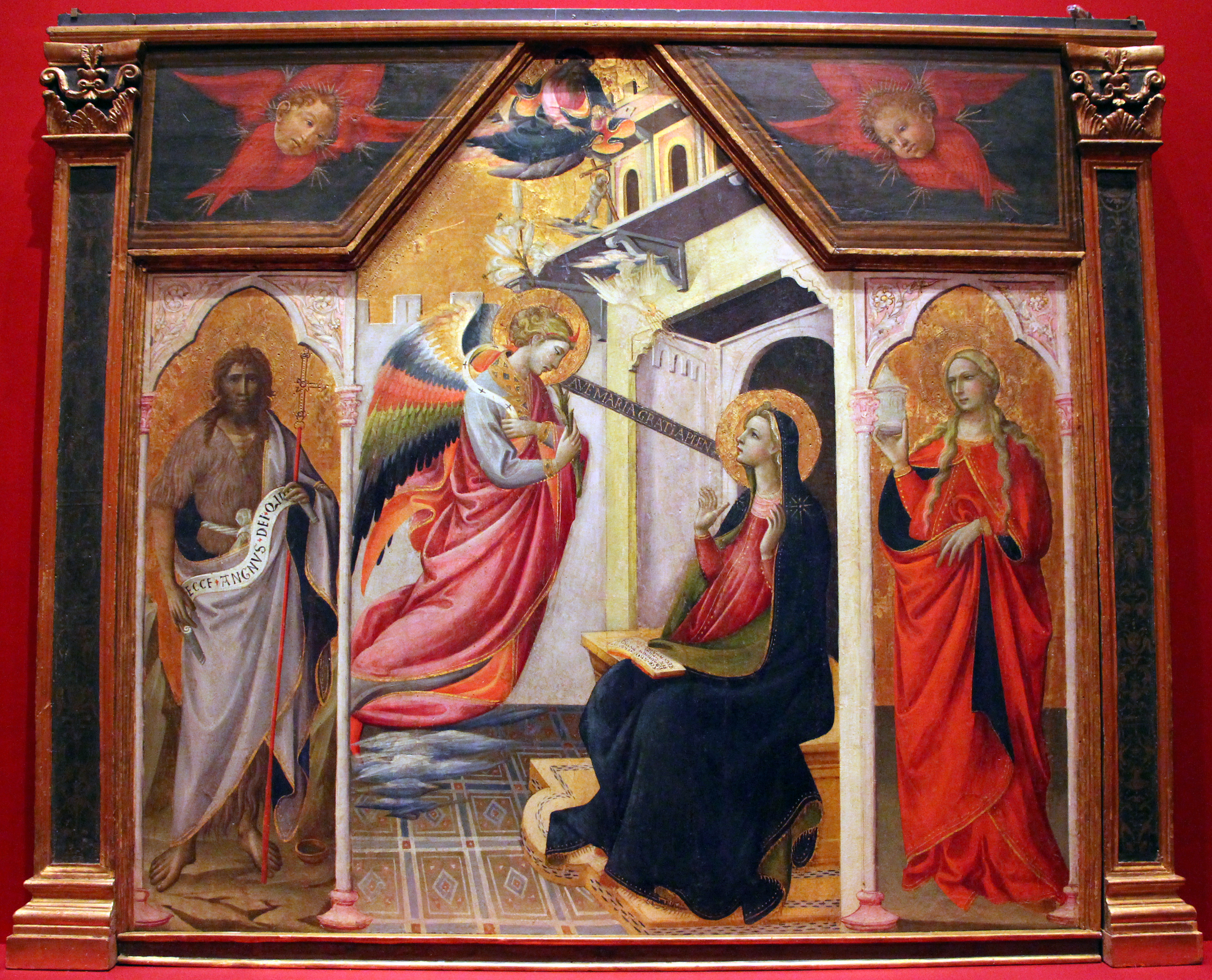
Annunciazione tra San Giovanni Battista e la Maddalena di Giovanni dal Ponte

La chiesa conserva alcune opere d'arte: alla parete destra è un frammento di affresco tardo trecentesco con la Madonna in trono con il Bambino tra i Santi Benedetto e Romualdo, quest'ultimo aggiunto in pieno Quattrocento . Subito accanto è un altare lapideo rinascimentale in cui è la tavola del 1430 circa con l'Annunciazione tra San Giovanni Battista e la Maddalena di Giovanni dal Ponte, l'opera più importante della chiesa, riquadrata con due tavole con cherubini alla fine del Quattrocento.